# سایمون گوچ
سایمون گوچ (انگلیسی: Simon Gotch؛ زادهٔ ۱۸ اکتبر ۱۹۸۲) کشتی‌گیر کشتی حرفه‌ای اهل ایالات متحده آمریکا است.